# ویلی اندرسون (بازیکن فوتبال)
ویلی اندرسون (انگلیسی: Willie Anderson؛ زادهٔ ۲۴ ژانویهٔ ۱۹۴۷) بازیکن فوتبال اهل بریتانیا است.
از باشگاه‌هایی که در آن بازی کرده‌است می‌توان به باشگاه فوتبال استون ویلا، باشگاه فوتبال منچستر یونایتد، و باشگاه فوتبال کاردیف سیتی اشاره کرد.